# الخطوط الكينية الرحلة 507
تحطمت الرحلة 507 للخطوط الجوية الكينية من طراز بوينغ 737 الجيل الجديد في 5 مايو 2007، في المرحلة الأولى من المحطة الثانية مباشرة بعد إقلاعها من مطار دوالا الدولي في الكاميرون. كان من المقرر أن يكون خط الرحلة هو أبيدجان، دوالا ونيروبي.
تحطمت الطائرة إلى قطع صغيرة، ظهر الحطام في مستنقع مانجروف على بعد 5.4 كم (3.4 ميل) جنوبا على درجة 176 من نهاية مدرج هبوط 12 مطار دوالا الدولي. لم ينجو أي أحد من الركاب. أقر التحقيق الذي أجرته هيئة الطيران المدني في الكاميرون أن الطيارين قد فشلوا في ملاحظة المسار الصحيح لما بعد الإقلاع الأمر الذي تسبب في فقدان السيطرة وتحطم الطائرة.

## الطائرة
كانت الطائرة المشاركة في الرحلة من طراز بوينج 737-8 إيه إل المسجلة باسم 5Y-KYA (رقم تسلسلي: 35069) مجهزة بمحركات طاقة مزدوجة من طراز سي اف ام 56 التابع لمشروع سي اف ام الدولية. سجلت أول رحلاتها في 9 أكتوبر 2006 قبل أن تشتريها الخطوط الجوية الكينية في 27 أكتوبر. كان عمر الطائرة ستة أشهر وقت وقوع الحادثة وهي واحدة من ثلاث طائرات بوينغ 737-800 استحوذت عليها الخطوط الجوية الكينية من الخطوط الجوية السنغافورية.

## الركاب والطاقم
كشفت الخطوط الجوية الكينية عن قائمة ركاب تشير إلى أن 105 راكبًا كانوا على متن الطائرة من 26 دولة مختلفة. سبعة وثلاثون من الكاميرون، تسعة من كينيا، سبعة عشر راكبا في أبيدجان، في حين أن الباقون ركبوا الطائرة من دوالا.
كان أعضاء طاقم الرحلة الستة من كينيا. كان من بين الركاب المهندس المرافق للرحلة ومضيفي الطيران.
التحق الطيار، الكابتن فرانسيس وامويا مباتيا، البالغ من العمر 52 عامًا صاحب سجل 8500 ساعة على متن الطائرات النفاثة - والضابط الأول أندرو كيورو (23 عامًا) بشركة الطيران منذ 20 عامًا وسنة واحدة على التوالي، قبل وقوع الحادث. كان مباتيا هو الطيار الرئيسي على متن الطائرة بينما كان الضابط الأول كيورو بمثابة طيار مراقبة الضوابط.
كان من بين الركاب أنتوني ميتشل، مراسل أسوشيتيد برس ومقره كينيا.
| الجنسية(ص.15-16)            | الركاب | الطاقم | المجموع |
| --------------------------- | ------ | ------ | ------- |
| بوركينا فاسو                | 1      | 0      | 1       |
| الكاميرون                   | 37     | 0      | 37      |
| جمهورية إفريقيا الوسطى      | 2      | 0      | 2       |
| الصين                       | 5      | 0      | 5       |
| جزر القمر                   | 2      | 0      | 2       |
| جمهورية الكونغو الديمقراطية | 2      | 0      | 2       |
| جمهورية الكونغو             | 1      | 0      | 1       |
| ساحل العاج                  | 6      | 0      | 6       |
| مصر                         | 1      | 0      | 1       |
| غينيا الاستوائية            | 2      | 0      | 2       |
| غانا                        | 1      | 0      | 1       |
| الهند                       | 15     | 0      | 15      |
| كينيا                       | 3      | 6      | 9       |
| كوريا الجنوبية              | 1      | 0      | 1       |
| مالي                        | 1      | 0      | 1       |
| موريشيوس                    | 1      | 0      | 1       |
| النيجر                      | 3      | 0      | 3       |
| نيجيريا                     | 6      | 0      | 6       |
| السنغال                     | 1      | 0      | 1       |
| جنوب إفريقيا                | 7      | 0      | 7       |
| السويد                      | 1      | 0      | 1       |
| سويسرا                      | 1      | 0      | 1       |
| تنزانيا                     | 1      | 0      | 1       |
| توغو                        | 1      | 0      | 1       |
| المملكة المتحدة             | 5      | 0      | 5       |
| الولايات المتحدة            | 1      | 0      | 1       |
| المجموع                     | 108    | 6      | 114     |

## الحادثة
كانت الرحلة 507 واحدة من ثلاث رحلات من المقرر لها أن تغادر مطار دوالا في منتصف ليل ذلك اليوم. كانت الرحلتين الأخرتين من إدارة الخطوط الجوية الكاميرونية والخطوط الملكية المغربية. اختار كلا طاقمي الطائرة الكاميرونية والمغربية انتظار تحسين الطقس، في حين قرر طاقم الخطوط الكينية المغادرة، حيث تم تأخيرهم بالفعل لمدة ساعة وشعر الطيار أن الطقس قد تحسن بما فيه الكفاية للمغادرة. قدم الطيار طلب لإزالة الإقلاع لكن برج مراقبة المطار لم يوافق على التأجيل لتغادر الطائرة بالفعل مطار دوالا في الساعة 00:06 يوم 5 مايو بالتوقيت المحلي (23:06 بالتوقيت العالمي يوم 4 مايو). كان من المفترض أن تصل الرحلة إلى نيروبي في تمام الساعة 6:15 بالتوقيت المحلي (3:15 بالتوقيت العالمي).
بمجرد ما بدأت الطائرة بالإقلاع، مالت الضفة اليمنى للطائرة. حاول الطيار السيطرة على الوضع باستخدام عجلة التحكم الخاصة به. بعد أربعة وعشرين ثانية من الإقلاع،(ص.12) على ارتفاع 1000 قدم، ترك القبطان عجلة التحكم، بعد ثمان عشر ثانية، أطلق الطيار «موافق، نفذ» ليشير إلى الضابط الأول أن يتعامل مع الطيار الآلي.(ص.12) لم يتم تنفيذ الأمر من قبل الضابط الأول الذي اعترف بالأمر على الرغم من عدم وجود أي تأكيد صوتي في غرفه القيادة يدل على تشغيل الطيار الآلي. خلال 55 ثانية التالية، لم يكن يقود الطائرة لا الطيار ولا الطيار الآلي، الأمر الذي أدى إلى انحراف جسم الطائرة تدريجا أكثر من 1° في الوقت الذي ترك فيه الطيار عجلة التحكم على زاوية 34 درجة.(ص.48)(ص.12-15)

## التحريات
أعلنت الحكومة الكاميرونية عن بدء لجنة فنية للتحقيق في الحادث كما أرسل المجلس الوطني لسلامة النقل في الولايات المتحدة «فريق عمل» للمساعدة في التحقيق.
في التحقيق الأولى، تم التحقيق حول إمكانية اشتعال المحرك المزدوج خلال الطقس القاسي بعد إشارة العديد من الأدلة إلى ذلك الاتجاه بما في ذلك الوقت الذي كانت الطائرة فيه في الهواء ونداء الاستغاثة الذي أصدرته الطائرة (المتنازع عليهما في وقت لاحق)، وظروف الأرصاد الجوية في وقت انهيار الطائرة.
في 7 مايو، تم استرداد الصندوق الأسود (FDR) بينما تم استرداد مسجل صوت غرفه القيادة في 15 يونيو. تم إرسال المسجلين إلى مجلس سلامة النقل في كندا حيث تمت قراءتهما.(ص.30)
في 28 أبريل 2010، أصدرت هيئة الطيران المدني الكاميرونية (CCAA) تقريرها النهائي عن الحادث معلنه أن التحقيق وجد أن الطائرة غادرت دون الحصول على تصريح من مراقبة الحركة الجوية. بعد الإقلاع، قام القبطان بتصحيح الضفة اليمنى عدة مرات. بعد 42 ثانية من الرحلة، أشار القبطان إلى أنه قام بتنشيط الطيار الآلي لكن لم يشارك الطيار الآلي. كما أعلن مساعد الطيار عدم معرفته بتلك الرسالة. لم يلاحظ الطيارون أن الطائرة كانت تتجه بشكل متزايد نحو اليمين، من 11 درجة عندما أشار القبطان إلى أنه وضع الطيار الآلي إلى 34 درجة عندما بدأت حساسات الطائرة بتحذيرهم بعد مرور 40 ثانية. قام القبطان بعد ذلك بتنشيط الطيار الآلي لكن مدخلاته على أجهزة التحكم أدت إلى زيادة إضافية في زاوية الميل مما تسبب في سقوط أنف الطائرة بعد أن وصلت إلى ارتفاع 2900 قدم (880 م) مع 115 درجة الضفة اليمنى. حاول الطياران عكس قيم المدخلات في محاولة منهم لتقليل زاوية الميل وإعادة التحكم في الطائرة مرة أخرى لكن لم تنجح محاولاتهم حيث تحطمت الطائرة في العقدة 287 (532 كم/ ساعة، 330 ميل في الساعة) عند درجة 48 سفلى كانت فيها الضفة اليمنى على ميل 60 درجة.
حددت هيئة الطيران المدني الكاميرونية أن الأسباب المحتملة للتحطم هي "فقدان السيطرة على الطائرة نتيجة للارتباك المكاني... بعد لفة بطيئة طويلة، لم يتم خلالها إجراء مسح ضوئي للأدوات، وفي غياب المراجع البصرية الخارجية في ليلة مظلمة. مع عدم وجود تناسق بين طاقم الطائرة بالإضافة إلى عدم الالتزام بإجراءات مراقبة الطيران والارتباك في استخدام الطيار الآلي.

## وصلات خارجية
- هيئة الطيران المدني في الكاميرون.
- التحقيق الفني للحادثة.
- التقرير الرسمي للحادثة (28 أبريل 2010).
- التقرير الرسمي للحادثة باللغة الفرنسية.
- إعلان وزير النقل عن الحادثة.
- تحطم الخطوط الجوية الكينية: التحقيق مستمر- باللغة الفرنسية.
- مبانغا بونغو: لا تزال ظروف الحادثة لغزا- اللغة الفرنسية.
- الموقع الرسمي للخطوط الجوية الكينية.
- القائمة الكاملة لركاب الطائرة.
- تقرير الهيئة الرسمية للسلامة.
- الكشف عن اللحظات الأخيرة من رحلة الخطوط الجوية الكينية الرحلة 507 11 مايو 2007.